# Amateur Athletic Association
L'Amateur Athletic Association (diventata adesso Amateur Athletic Association of England) o AAA  era una federazione sportiva britannica poi diventata solamente inglese.

## Storia
Questo è il più antico organo nazionale del mondo che disciplina l'atletica leggera, istituito il 24 aprile 1880. In passato, aveva la supervisione dell'atletica tutta la Gran Bretagna ed Irlanda. Attualmente, sostiene associazioni sportive regionali e lavora per sviluppare l'atletica amatoriale, esclusivamente in Inghilterra.
Tre uomini dell'Università di Oxford furono i fondatori della AAA: Clemente Jackson, Montague Shearman e Bernhard Wise. I primi campionati AAA si svolsero il 3 luglio 1880 presso Lillie Bridge Grounds. Marea Hartman fu il primo presidente donna della AAA, nominata nel 1991.

## AAA Championships
Con questa sigla erano conosciuti tra 1919 e il 1939 i Campionati inglesi di atletica leggera (British Athletics Championships), alle 21 edizioni disputate, furono ammessi a partecipare atleti di tutte le nazioni europee, in un'epoca in cui ancora non erano nati i Campionati europei di atletica leggera, questi costituivano a tutti gli effetti una vera e propria rassegna continentale.